# Holger Simon Paulli

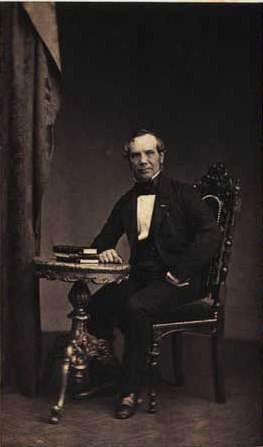
Holger Simon Paulli

Holger Simon Paulli (* 22. Februar 1810 in Kopenhagen; † 23. Dezember 1891 ebenda) war ein dänischer Dirigent und Komponist.

## Leben
Paulli war Violinschüler von Claus Schall und wurde Mitglied und 1864 Kapellmeister des Königlichen Orchesters in Kopenhagen. Von 1865 bis 1870 leitete er das Orchester des  musikerforeningen , dem Orchester der pensionierten Kopenhagener Musiker.  Von 1870 bis 1877 leitete er dann Chor und Orchester des Cecilia Foreningen. Zudem war er seit 1866 einer der Direktoren des neu gegründeten Kopenhagener Konservatoriums. Mit Aufführungen des Lohengrin und der Meistersinger erwarb er sich Verdienste um die Verbreitung der Werke Richard Wagners in Dänemark.
Paulli komponierte eine Oper, dreizehn Ballettmusiken – darunter Napoli (1842; zusammen mit Edvard Helsted, Niels Gade und Lumbye) und Kirmes in Brügge (1851) –, eine Ouvertüre, sowie Violinstücke und Lieder.